# Joseph-Théodule Rhéaume
Pour l’article homonyme, voir Rhéaume.
Joseph-Théodule Rhéaume (13 septembre 1874-10 août 1954) est un avocat et homme politique fédéral et provincial du Québec.

## Biographie
Né à Montréal, il étudie à l'Université Laval à Montréal. Admis au Barreau du Québec en 1903, il est également nommé au Conseil du Roi en 1914.
Élu député du Parti libéral du Canada dans la circonscription fédérale de Jacques-Cartier lors d'une élection partielle déclenchée après le décès de David Arthur Lafortune en 1922, il fut réélu en 1925 et en 1926. Il perdit son siège en 1930 après avoir été délogé par le conservateur Georges-Philippe Laurin.
Élu par acclamation député du Parti libéral du Québec dans la circonscription provinciale de Jacques-Cartier lors d'une élection partielle en 1933, il ne se représente pas en 1935.
En 1936, il est nommé juge à la Cour supérieure du Québec dans le district de Montréal.